# Židovska ulica, Maribor
za drugo Židovsko ulico glej Židovska ulica, Ljubljana
Židovska ulica v Mariboru leži na levem bregu mesta, neposredno ob mestnem središču (bližina Glavnega trga).

## Zgodovina
Kot Židovska ulica se ta prvič omeni leta 1353. Razlog za poimenovanje po versko-etnični skupini je bila naselitev Judov v tem delu mesta, znanem tudi kot judovski geto. V pretelosti je bila lega slednjega neposredno ob mestnem obzidju - židovski stolp je bil zgrajen kot del tega.
Judje so na tem območju sicer prvič omenjeni med letoma 1274 in 1276. V začetku 14. stoletja je bila na Židovski ulici zgrajena sinagoga, pisno prvič omenjena leta 1354.

## Danes
Ulica sodi med pomembnejše kulturno-zgodovinske v Mariboru. Sinagoga je danes preurejena v kulturni center pod okriljem Pokrajinskega muzeja Maribor, ki redno gostuje razstave in gostujoča dela na temo judovske kulture. 
Ob sinagogi se nahaja židovski stolp, v katerem ima prostore Fotoklub Maribor, ki v prostorih centra pripravlja fotografske razstave.
Na Židovski ulici imajo sedež še Društvo likovnih umetnikov Maribor, Galerija Hest, Galerija LM ter Mladinski kulturni center Maribor.